# Katharina Kühn (Basketballspielerin)
Katharina Charlotta Kühn (* 1. Oktober 1980 in Hamburg) ist eine ehemalige deutsche Basketballnationalspielerin.

## Laufbahn
Die 1,92 m große Athletin begann ihre Karriere 1989 beim SC Rist Wedel und wurde mit diesem in den Jahren 1995 bis 1998 vier Mal Deutscher Jugendmeisterin. Des Weiteren gewann sie mit der Auswahl des Hamburger Basketball-Verbands das deutsche Turnier der Landesauswahlen sowie mit dem SC Rist die Veranstaltung Lundaspelen, eines der größten Jugendturniere Europas. Früh erhielt Kühn Angebote aus den Vereinigten Staaten und von deutschen Erstligisten.
An ihrem 15. Geburtstag feierte sie ihren Einstand in der Wedeler Damenmannschaft in der 2. Bundesliga. 1999 machte sie am Johann-Rist-Gymnasium in Wedel Abitur, stieg im gleichen Jahr mit der Wedeler Mannschaft in die 1. Damen-Basketball-Bundesliga auf. 2001 wurde sie mit Wedel Vizepokalsieger und spielte anschließend im Europapokal. Nach dem Abstieg des SC Rist Wedel in die 2. Damen-Basketball-Bundesliga wechselte Kühn, die Betriebswirtschaftslehre studierte, 2004 nach Spanien zu Acis-Suli León, wo sie ein Jahr unter Vertrag stand. 2005/06 musste sie aufgrund eines Fersensporns pausieren. 2006 wechselte sie zum TSV 1880 Wasserburg, mit dem sie 2007, 2008 und 2011 jeweils die deutsche Meisterschaft gewann sowie 2007 und 2011 zusätzlich den deutschen Pokalwettbewerb. In der Saison 2007/08 wurde Kühn vom Internetdienst eurobasket.com zur besten deutschen Spielerin der Bundesliga gekürt. In Wasserburg fungierte Kühn als Kapitänin.
Im Sommer 2011 beendete Kühn ihre Laufbahn, im Frühjahr 2012 kehrte sie bei der BG Rotenburg/Scheeßel noch einmal in die Bundesliga zurück. Anschließend spielte sie noch für Rist Wedel in der Regionalliga. Im Juni 2016 wurde Kühn mit Wedel deutsche Vizemeisterin in der Altersklasse Ü35.
Kühn bestritt mehr als 100 Jugendländerspiele. Ihren Einstand in der deutschen A-Nationalmannschaft gab sie am 18. November 2001 beim 73:64-Sieg gegen Belgien in Namur. Sie war Spielerin der deutschen Nationalmannschaft bei der Europameisterschaft 2007 in Chieti (Italien) sowie bei der EM 2011 in Polen.
Im Sommer 2012 trat sie die Stelle der Co-Trainerin bei den Stormarn Wild Wings (Weibliche Nachwuchs-Basketball-Bundesliga) in Ahrensburg an und arbeitete dort eine Saison mit Cheftrainer Marc Köpp zusammen. In der Folgesaison betreute das Duo nach dem Zusammenschluss der WNBL-Mannschaften Ahrensburgs und Wedels die Metropolitan Baskets Hamburg.